# Інваріант (математика)
Інваріант — величина, яка не змінюється в результаті деяких операцій.

## Визначення
Інваріант — функція від координат перетворюваної величини, яка не змінює свого значення за даної сукупності перетворень цієї величини. Наприклад, функція {\displaystyle f(x,y,z)=x^{2}+y^{2}+z^{2}} — інваріант відносно усеможливих обертань евклідового простору (група обертань позначається {\displaystyle SO(3)}) навколо початку координат. Інваріантами квадратичної форми з матрицею
{\displaystyle A={\begin{vmatrix}a_{11}&a_{12}&a_{13}\\a_{21}&a_{22}&a_{23}\\a_{31}&a_{32}&a_{33}\end{vmatrix}},}
є {\displaystyle a_{11}+a_{22}+a_{33},\,\mathrm {det} \,A.} Сукупністю перетворень є сукупність усіх обертань евклідового 3-вимірного простору. 

## Приклади
Наприклад: сума цифр всіх степенів числа 3 ділиться на 3; всі розрізання і перестановка частин фігур не змінює сумарної площі.
Як інваріант може використовуватися парність або розфарбовування.
В цілочисельних та інших «дискретних» задачах інваріантом часто може бути остача від ділення на 2 (парність) або на інший натуральний дільник, наприклад залишки від ділення на 3 або 9.
Якщо інваріант розрізняє два положення, то від одного не можна перейти до іншого.
Інваріантом системи (або математичного об'єкта) називатимемо не лише її кількісну характеристику, яка не змінюється при заданих перетвореннях, але й кожну якісну характеристику, що має властивості зберігатися при таких перетвореннях.
При розв'язуванні задач з математики інколи доводиться зустрічається з ситуацією коли задана система (або математичний об'єкт) послідовно змінює свій стан. І треба визначити певну характеристику її кінцевого стану.
Повністю прослідкувати за всіма переходами буває складно, а то і неможливо. Тоді знайти розв'язок допомагає обчислення деякої величини, що характеризує стан системи і зберігається при всіх її переходах або перетвореннях. Таку величину називають інваріантом даної системи. Зрозуміло, що при цьому значення інваріанта в початковому та кінцевому станах збігаються.

## Напівінваріант
Нехай група {\displaystyle G} діє у лінійному просторі {\displaystyle V} над полем {\displaystyle K}. Напівінваріантом групи {\displaystyle G} називається вектор {\displaystyle v\in V,\ v\neq 0} такий, що 
де {\displaystyle \chi :G\to K} це функція, яка називається вагою напівінваріанта {\displaystyle v}. Напівінваріант з вагою {\displaystyle 1} називається інваріантом.